# Fano-vlak

Fano-vlak

In de eindige meetkunde is het Fano-vlak, genoemd naar Gino Fano, het projectieve vlak met het kleinste aantal punten en lijnen: zeven punten en zeven lijnen. De 'cirkel' in het midden telt ook als een van de lijnen. Het is een configuratie, die wordt genoteerd met 73. Er liggen drie punten op iedere lijn en iedere lijn gaat door drie punten. Er gaat door iedere combinatie van twee punten een lijn en alle twee lijnen snijden elkaar in een punt.